# Mombrier
Mombrier is een gemeente in het Franse departement Gironde (regio Nouvelle-Aquitaine) en telt 343 inwoners (1999). De plaats maakt deel uit van het arrondissement Blaye.

## Geografie
De oppervlakte van Mombrier bedraagt 4,3 km², de bevolkingsdichtheid is 79,8 inwoners per km².
De onderstaande kaart toont de ligging van Mombrier met de belangrijkste infrastructuur en aangrenzende gemeenten.

## Demografie
Onderstaande figuur toont het verloop van het inwonertal (bron: INSEE-tellingen).